# Bàticles
Bàticles (grec antic: Βαθυκλῆς, llatí: Bathycles) fou un famós artista escultor grec de Magnèsia del Meandre i cap d'una brigada d'artistes de la mateixa ciutat que van construir per encàrrec dels espartans, a la ciutat d'Amicles, el gran tron a l'Apol·lo Amicleu cobert amb un gran nombre de baixos relleus i aguantat i coronat per estàtues. Aquest tron, l'obra d'art més important de l'època, estava destinat a una estàtua d'Apol·lo molt més antiga.
Pausànies en dona una descripció, i diu que l'Apol·lo existent consistia en una columna pràcticament sense ornaments d'uns trenta centímetres d'alçada, on hi havia un cap i uns braços, i els peus s'havien afegit posteriorment. L'estàtua estava dreta davant del tron, i no asseguda. No se sap si el tron estava fet de fusta i recobert amb plaques d'or i d'ivori per sostenir els baixos relleus, o bé d'algun altre material. La mida del tron també és dubtosa, però es considera que devia tenir uns cinquanta centímetres.
L'època en què va viure Bàticles no l'esmenten els autors antics, però modernament es creu que va florir en temps de Soló o poc després.